# Dipsocoroidea
Dipsocoroidea Dohrn, 1859, è una Superfamiglia di Insetti dell'Ordine dei Rincoti (Sottordine Heteroptera), l'unica compresa nell'infraordine Dipsocoromorpha Miyamoto, 1961.

## Descrizione
Questi eterotteri hanno corpo di piccole dimensioni, non più lungo di 4 mm.
Il capo porta antenne di quattro articoli, di cui i due basali corti, il 3° e il 4° lunghi e sottili. Ocelli non sempre presenti e rostro di quattro segmenti.
Il torace presenta l'episterno del primo segmento marcatamente pronunciato in avanti, fino a portarsi sotto il margine ventrale degli occhi. Le ali hanno vario sviluppo, con forme sia macrottere sia meiottere; le ali anteriori sono spesso interamente sclerificate (forme coleopteroidi). zampe con tarsi composti da 2-3 segmenti.
La parte terminale dell'addome e armature genitali nei maschi sono generalmente asimmetrici.

## Sistematica
La superfamiglia comprende cinque famiglie
- Ceratocombidae
- Dipsocoridae
- Hypsipterygidae
- Schizopteridae
- Stemmocryptidae